# Papegøjefisk
Papegøjefisk er en gruppe på omkring 90 fiskearter der klassificeres enten som en familie (Scaridae) eller en underfamilie (Scarinae) af læbefisk. De har den største artsrigdom i den indo-vestpacifiske biogeografiske region af Stillehavet. Papegøjefisk findes ved koralrev, klippekyster og havgræsenge og kan spille en væsentlig rolle i bioerosion.

## Beskrivelse
Papegøjefisk er navngivet efter deres specielle tandbygning, som er forskellig fra alle andre fisk. Deres mange tænder er arrangeret i en tætpakket mosaik på den ydre overflade af deres kæbeknogler og danner et papegøjeagtigt næb, som bruges til at raspe alger af koraller og klippeoverflader, hvilket bidrager til bioerosionsprocessen.
De maksimale størrelser varierer hos papegøjefisk. Størstedelen af arterne bliver 30-50 cm lange. Nogle få arter kan blive over 1 m, og bulepapegøjefisk (Bolbometopon muricatum) kan blive op til 1,3 m. Den mindste art er Cryptotomus roseus, som har en maksimal størrelse på 13 cm.

## Slim
Nogle papegøjefiskarter, herunder kone-papegøjefisk (Scarus vetula), udskiller en slimkokon, især om natten. Før de sover, udskiller nogle arter slim fra munden og danner en beskyttende kokon, der omslutter fisken og formodentlig skjuler dens duft for potentielle rovdyr. Denne slimhinde kan også fungere som et tidligt advarselssystem, så papegøjefisken kan flygte, når den opdager, at rovdyr som f.eks. muræner forstyrrer membranen. Selve huden er dækket af en anden slimhinde, som kan have antioxidante egenskaber, der er nyttige ved reparation skader på kroppen, eller afvisning parasitter, ud over at den beskytter mod ultraviolet lys.

## Føde
De fleste arter af papegøjefisk er planteædere (herbivorer), der hovedsageligt lever af alger som vokser på faste overflader (epilitiske alger) Undertiden spises en række andre små organismer, herunder hvirvelløse dyr (fastsiddende og bentiske arter samt zooplankton), bakterier og detritus. Nogle få, oftest større arter som f.eks. bulepapegøjefisk (Bolbometopon muricatum) lever i stor udstrækning af levende koraller (polypper). Ingen af disse er eksklusive koralædere, men polypper kan udgøre op til halvdelen af deres føde eller endnu mere hos bulepapegøjefisk. Samlet set er det anslået, at mindre end en procent af papegøjefiskens bid involverer levende koraller, og alle undtagen bulepapegøjefisk foretrækker algedækkede overflader frem for levende koraller. Ikke desto mindre kan der forekomme lokal koraldød, når de spiser koralpolypper. Deres fødeaktivitet er vigtig for produktionen og fordelingen af koralsand i revbiomet og kan forhindre overvækst af alger på revstrukturen. Tænderne vokser løbende og erstatter materiale, der er slidt væk ved fødesøgning. Uanset om de æder koraller, sten eller søgræs, bliver substratet malet op mellem svælgtænderne. Når de har fordøjet de spiselige dele fra stenen, udskiller de det som sand, hvilket er med til at skabe små øer og sandstrande. Bulepapegøjefisk kan producere 90 kg sand hvert år eller i gennemsnit næsten 250 g pr. papegøjefisk pr. dag. Når papegøjefisk spiser, skal de være opmærksomme på ikke selv at blive spist af deres vigtigste rovdyr, citronhajen (Negaprion brevirostris). På koralrev i Caribien er papegøjefisk vigtige spisere af havsvampe. En indirekte effekt af papegøjefiskens græsning af svampe er beskyttelsen af koraller, der bygger rev, og som ellers ville blive overvokset af hurtigtvoksende svampearter.
Analysen af papegøjefiskens fødebiologi beskriver tre funktionelle grupper: gravere, skrabere og græssere. Gravere har større og stærkere kæber, der kan mejsle substratet fri, og efterlade synlige ar på overfladen. Skrabere har mindre kraftige kæber der sjældent efterlader synlige skrabear på substratet. Nogle af disse kan også spise sand i stedet for hårde overflader. Græssere spiser hovedsageligt havgræsser og deres epifyter.
I 2016 fremkom en hypotese om mikrobeføde som foreslog, at: "de fleste papegøjefisk er mikrofager, der er rettet mod cyanobakterier og andre proteinrige autotrofe mikroorganismer, der lever på eller i kalkholdige substrater, er epifytiske på alger eller søgræs eller endosymbiotiske i fastsiddende hvirvelløse dyr."

## Livscyklus
Papegøjefiskens udvikling er kompleks og ledsages af en række køns- og farveændringer (polychromatisme). De fleste arter er sekventielle hermafroditter, der starter som hunner (kendt som den indledende fase) og derefter skifter til hanner (den terminale fase). Hos mange arter, f.eks. Sparisoma viride, udvikler et antal individer sig direkte til hanner (dvs. de starter ikke som hunner). Disse direkte udviklende hanner ligner normalt mest den indledende fase og udviser ofte en anden parringsstrategi end hannerne i den terminale fase hos samme art. Nogle få arter som f.eks. europæisk papegøjefisk (Sparisoma cretense) er sekundære gonokorister. Det betyder, at nogle hunner ikke skifter køn (de forbliver hunner hele livet), de der skifter fra hun til han, gør det mens de stadig er umodne (reproduktivt fungerende hunner skifter ikke til hanner), og der er ingen hanner med hun-lignende farver (hannerne i den indledende fase hos andre papegøjefisk). Leptoscarus vaigiensis er den eneste art af papegøjefisk, der er kendt for ikke at skifte køn. Hos de fleste arter er den indledende fase mat rød, brun eller grå, mens den afsluttende fase er livligt grøn eller blå med lyse rosa, orange eller gule pletter. Hos et mindre antal arter er faserne ens, og hos europæisk papegøjefisk er den voksne hun lyst farvet, mens den voksne han er grå. Hos de fleste arter har ungfisk et andet farvemønster end de voksne. Unge individer af nogle tropiske arter kan ændre deres farve midlertidigt for at efterligne andre arter. Hvor kønnene og alderen er forskellige, blev de markant forskellige faser ofte først beskrevet som separate arter. Som følge heraf beskrev tidlige forskere mere end 350 papegøjefiskarter, hvilket er næsten fire gange så mange som det faktiske antal.
De fleste tropiske arter danner store stimer, når de æder, og disse er ofte grupperet efter størrelse. Haremmer bestående af adskillige hunner, der ledes af en enkelt han, er normalt hos de fleste arter, og hannerne forsvarer energisk deres position mod enhver udfordring.
Som pelagiske gydere slipper papegøjefisk mange små, flydende æg ud i vandet, som bliver en del af planktonet. Æggene flyder frit og sætter sig fast i korallen, indtil de klækkes.
- Hun af Scarus psittacus (= indledende fase)
- Han af Scarus psittacus (= terminale fase)

## Økonomisk betydning
Der er kommercielt fiskeri efter nogle af de større arter, især i det indo-vestpacifiske Stillehav, men også efter nogle arter f.eks. europæisk papegøjefisk i Middelhavet. Beskyttelse af papegøjefisk er foreslået som en måde at redde koralrev i Caribien fra at blive overvokset med tang og havsvampe. På trods af deres slående farver gør deres fødeadfærd dem meget uegnede til de fleste marine akvarier.
En undersøgelse har vist, at papegøjefisk er ekstremt vigtig for Great Barrier Reefs sundhed; den er den eneste af tusindvis af revfiskearter, der regelmæssigt skraber og rengør koralrev ved kysten.

## Taksonomi
Traditionelt er papegøjefisk blevet betragtet som en familie, Scaridae. Selvom fylogenetiske og evolutionære analyser af papegøjefisk vedvarende foregår, accepteres de nu som en klade i tribussen Cheilini og kaldes nu underfamilien Scarinae i familien Labridae (Læbefisk) Nogle autoriteter har foretrukket at bevare papegøjefiskene som et takson på familieplan, hvilket resulterer i, at Labridae ikke er monofyletisk (medmindre den opdeles i flere familier).
Ikke desto mindre er gruppen i World Register of Marine Species opdelt i to underfamilier som følger:
- underfamilie Scarinae
  - slægt Bolbometopon Smith, 1956 (1 art)
  - slægt Cetoscarus Smith, 1956 (2 arter)
  - slægt Chlorurus Swainson, 1839 (18 arter)
  - slægt Hipposcarus Smith, 1956 (2 arter)
  - slægt Scarus Forsskål, 1775 (53 arter)
- underfamilie Sparisomatinae
  - slægt Calotomus Gilbert, 1890 (5 arter)
  - slægt Cryptotomus Cope, 1870 (1 art)
  - slægt Leptoscarus Swainson, 1839 (1 art)
  - slægt Nicholsina Fowler, 1915 (3 arter)
  - slægt Sparisoma Swainson, 1839 (15 arter)

## Billeder
- Scarus globiceps (han)
- Chlorurus microrhinos
- Bolbometopon muricatum
- Calotomus viridescens
- Cetoscarus ocellatus
- Chlorurus sordidus
- Hipposcarus longiceps
- Scarus vetula
- Sparisoma viride